# Grégoire Munster
Grégoire Munster, (Luxemburgo; 24 de diciembre de 1998) es un piloto pay-per-drive (pagar por conducir) de rally luxemburgués que actualmente compite con uno de los Ford Puma Rally1 oficiales del M-Sport Ford WRT en el Campeonato Mundial de Rally. Es hijo del campeón bélga de rally de 1995, Bernard Munster.

## Trayectoria
Grégoire Munster hizo su debut mundialista en el Rally de Montecarlo de 2019 a los mandos de un Škoda Fabia R5. En la prueba monegasca, Munster estaba realizando un buen papel al rodar constantemente entre los diez primeros del WRC-2 hasta que en la undécima especial tuvo un accidente y los daños fueron tan severos que se vio obligado a retirarse de la prueba.  
En 2022, Munster pasó a ser parte del programa Customer Racing Junior Driver del Hyundai Motorsport. Disputó un programa de seis pruebas a bordo de uno de los nuevos Hyundai i20 N Rally2. Con el i20 N logró dos quintos puestos en Montecarlo y Ypres previo a la conquista de su primera victoria mundialista en el Rally de Japón. En la prueba nipona además terminó en la séptima posición en la general obteniendo así sus primeros puntos mundialistas.
En 2023, Munster pasó a formar parte de las filas del M-Sport Ford WRT en el WRC-2. Además de disputar el WRC-2, Munster fue uno de los nueve pilotos elegidos para formar parte del JWRC.

## Victorias

### Victorias en el WRC-2
| # | Rally                  | Temp. | Copiloto    | Auto                 |
| - | ---------------------- | ----- | ----------- | -------------------- |
| 1 | 7th FORUM8 Rally Japan | 2022  | Louis Louka | Hyundai i20 N Rally2 |

### Victorias en el JWRC
| # | Rally                 | Temp. | Copiloto    | Auto               |
| - | --------------------- | ----- | ----------- | ------------------ |
| 1 | 13. WRC Rally Estonia | 2023  | Louis Louka | Ford Fiesta Rally3 |

## Resultados

### Campeonato Mundial de Rally
| Año  | Equipo           | Automóvil            | 1       | 2      | 3      | 4      | 5       | 6      | 7       | 8      | 9      | 10      | 11     | 12     | 13      | 14    | Pos. | Puntos |
| ---- | ---------------- | -------------------- | ------- | ------ | ------ | ------ | ------- | ------ | ------- | ------ | ------ | ------- | ------ | ------ | ------- | ----- | ---- | ------ |
| 2019 | Grégoire Munster | Škoda Fabia R5       | MON Ret | SWE    | MEX    | FRA    | ARG     | CHL    | POR     | ITA    | FIN 45 | GER     | TUR    | GBR    | ESP     | AUS C | -    | 0      |
| 2020 | Grégoire Munster | Škoda Fabia R5       | MON 14  |        |        |        |         |        |         |        |        |         |        |        |         |       | -    | 0      |
| 2020 | Grégoire Munster | Hyundai i20 R5       |         | SWE WD | MEX    | EST 24 | TUR     | ITA    | MNZ Ret |        |        |         |        |        |         |       | -    | 0      |
| 2021 | Grégoire Munster | Hyundai i20 R5       | MON     | ART    | CRO    | POR    | ITA     | SAF    | EST     | BEL 16 | GRE    | FIN     | ESP    |        |         |       | -    | 0      |
| 2021 | Grégoire Munster | Hyundai i20 N Rally2 |         |        |        |        |         |        |         |        |        |         |        | MNZ 15 |         |       | -    | 0      |
| 2022 | Grégoire Munster | Hyundai i20 N Rally2 | MON 12  | SWE    | CRO 48 | POR    | ITA     | SAF    | EST     | FIN    | BEL 11 | GRE Ret | NZL    | ESP 22 | JPN 7   |       | 23.º | 6      |
| 2023 | M-Sport Ford WRT | Ford Fiesta Rally2   | MON 17  |        |        | CRO 26 | POR 42  | ITA 11 | SAF Ret |        | FIN 15 | GRE 12  |        |        | JPN Ret |       | 21.º | 6      |
| 2023 | M-Sport Ford WRT | Ford Puma Rally1     |         |        |        |        |         |        |         |        |        |         | CHL 13 | EUR 7  |         |       | 21.º | 6      |
| 2023 | Grégoire Munster | Ford Fiesta Rally3   |         | SWE 26 | MEX    |        |         |        |         | EST 18 |        |         |        |        |         |       | 21.º | 6      |
| 2024 | M-Sport Ford WRT | Ford Puma Rally1     | MON 20  | SWE 23 | SAF 15 | CRO 7  | POR Ret | ITA 5  | POL 7   | LAT 9  | FIN 49 | GRE Ret | CHL 7  | EUR 5  | JPN 5   |       | 8.º  | 46     |
| 2025 | M-Sport Ford WRT | Ford Puma Rally1     | MON Ret | SWE 8  | SAF 5  | ESP 11 | POR 9   | ITA    | GRE     | EST    | FIN    | PAR     | CHL    | EUR    | JPN     | SAU   | 9.º  | 18     |

### WRC-2
| Año  | Equipo           | Automóvil            | 1       | 2   | 3      | 4      | 5      | 6     | 7       | 8   | 9     | 10      | 11  | 12     | 13      | 14    | Pos. | Puntos |
| ---- | ---------------- | -------------------- | ------- | --- | ------ | ------ | ------ | ----- | ------- | --- | ----- | ------- | --- | ------ | ------- | ----- | ---- | ------ |
| 2019 | Grégoire Munster | Škoda Fabia R5       | MON Ret | SWE | MEX    | FRA    | ARG    | CHL   | POR     | ITA | FIN 8 | GER     | TUR | GBR    | ESP     | AUS C | 40.º | 4      |
| 2022 | Grégoire Munster | Hyundai i20 N Rally2 | MON 5   | SWE | CRO 25 | POR    | ITA    | SAF   | EST     | FIN | BEL 5 | GRE Ret | NZL | ESP 12 | JPN 1   |       | 9.º  | 48     |
| 2023 | M-Sport Ford WRT | Ford Fiesta Rally2   | MON 8   | SWE | MEX    | CRO 11 | POR 27 | ITA 7 | SAF Ret | EST | FIN 9 | GRE 5   | CHL | EUR    | JPN Ret |       | 17.º | 22     |

### WRC-3
| Año  | Equipo           | Automóvil            | 1     | 2      | 3   | 4      | 5   | 6   | 7       | 8     | 9   | 10  | 11  | 12    | Pos. | Puntos |
| ---- | ---------------- | -------------------- | ----- | ------ | --- | ------ | --- | --- | ------- | ----- | --- | --- | --- | ----- | ---- | ------ |
| 2020 | Grégoire Munster | Škoda Fabia R5       | MON 5 |        |     |        |     |     |         |       |     |     |     |       | 19.º | 10     |
| 2020 | Grégoire Munster | Hyundai i20 R5       |       | SWE WD | MEX | EST 11 | TUR | ITA | MNZ Ret |       |     |     |     |       | 19.º | 10     |
| 2021 | Grégoire Munster | Hyundai i20 R5       | MON   | ART    | CRO | POR    | ITA | SAF | EST     | BEL 9 | GRE | FIN | ESP |       | 18.º | 19     |
| 2021 | Grégoire Munster | Hyundai i20 N Rally2 |       |        |     |        |     |     |         |       |     |     |     | MNZ 4 | 18.º | 19     |

### JWRC
| Año  | Equipo           | Automóvil          | 1     | 2   | 3   | 4     | 5   | Pos. | Puntos |
| ---- | ---------------- | ------------------ | ----- | --- | --- | ----- | --- | ---- | ------ |
| 2023 | Grégoire Munster | Ford Fiesta Rally3 | SWE 4 | CRO | ITA | EST 1 | GRE | 7.º  | 45     |

### ERC
| Año  | Equipo                       | Automóvil      | 1      | 2      | 3       | 4       | 5      | 6       | 7   | 8   | Pos. | Puntos |
| ---- | ---------------------------- | -------------- | ------ | ------ | ------- | ------- | ------ | ------- | --- | --- | ---- | ------ |
| 2018 | EBRT                         | Opel Adam R2   | AZO    | ESP    | GRE     | CYP     | ITA    | CZE 26  | POL | LAT | -    | 0      |
| 2019 | ADAC Opel Rallye Junior Team | Opel Adam R2   | AZO 26 | ESP 24 | LAT Ret | POL Ret | ITA 27 | CZE Ret | CYP | HUN | -    | 0      |
| 2020 | Hyundai Motorsport N         | Hyundai i20 R5 | ITA 7  | LAT 6  | POR 3   | HUN 2   | ESP 18 |         |     |     | 3.º  | 83     |
| 2021 | Hyundai Motorsport N         | Hyundai i20 R5 | POL 20 | LAT 17 | ITA 13  | CZE     | AZO    | POR     | HUN | ESP | 55.º | 3      |